# Ursula Holl
Ursula Ulrike Holl (Würzburg, 26 giugno 1982) è un'ex calciatrice tedesca, di ruolo portiere. Col 1. FFC Francoforte ha vinto per quattro volte il campionato tedesco e per due volte l'UEFA Women's Cup, mentre con la nazionale tedesca ha vinto un campionato mondiale, due campionati europei  e la medaglia di bronzo ai Giochi olimpici di Pechino 2008.

## Carriera

### Giocatrice

#### Club
Ursula Holl iniziò a giocare nel TSV Uengershausen, per poi passare al FSV Francoforte, col quale fece il suo debutto in Frauen-Bundesliga, la massima serie del campionato tedesco, nel corso della stagione 1999-2000. Nel 2000 si trasferì all'1. FFC Francoforte, col quale giocò sporadicamente per tre stagioni di fila. Ciononostante, vinse una serie di trofei, incluso il treble nel 2002 con la vittoria del campionato, della DFB-Pokal e dell'UEFA Women's Cup. Nel 2003 tornò al FSV Francoforte, col quale giocò con maggiore regolarità, per poi tornare nuovamente all'1. FFC Francoforte nel 2005. Nel biennio 2005-07 giocò con continuità e vinse un'altra UEFA Women's Cup nella stagione 2005-06 e l'accoppiata campionato e coppa nella stagione 2006-07. Grazie anche a questi successi, Holl venne inserita tra le candidate al premio di calciatrice tedesca dell'anno 2007.
Nell'estate 2007 si trasferì al Bad Neuenahr, dove rimase per due stagioni consecutive, giocando da titolare. Nel 2009 passò al 2001 Duisburg, continuando a giocare in Frauen-Bundesliga. Tornò, così, a giocare nella massima competizione continentale, rinominata UEFA Women's Champions League, raggiungendo le semifinali in entrambe le stagioni nelle quali rimase con la squadra biancoverde. Nel 2010 vinse anche la DFB-Pokal. Al termine della stagione 2010-11 si trasferì allo SG Essen-Schönebeck, militante in Frauen-Bundesliga. Al termine della stagione annunciò il proprio ritiro dal calcio agonistico per dedicarsi all'attività professionale.

#### Nazionale
Ursula Holl ha giocato nelle selezioni giovanili della Germania, vincendo il campionato europeo under 18 nel 2000 e nel 2001. Nella finale del 2001, vinta per 3-2 contro la Norvegia, venne sostituita per infortunio nei minuti finali. Negli anni successivi venne convocata regolarmente nella selezione under 21, partecipando a vari tornei, come la Nordic Cup.
Nel 2005 venne convocata da Tina Theune-Meyer, allenatrice della nazionale maggiore, come terzo portiere per la fase finale del campionato europeo, al posto dell'infortunata Ulrike Schmetz. Il torneo venne poi vinto dalla Germania per la sesta volta, la quarta consecutiva. Holl fece il suo esordio in nazionale il 9 marzo 2007, giocando titolare contro la Francia nella seconda partita della fase a gironi dell'Algarve Cup. Venne schierata anche nella successiva partita contro la Danimarca. Nello stesso anno venne inserita nella rosa delle 21 calciatrici convocate da Silvia Neid per disputare il campionato mondiale 2007, organizzato in Cina. La Germania vinse il torneo per la seconda volta consecutiva. Nel 2008 Holl venne convocata come vice di Nadine Angerer anche per il torneo femminile di calcio ai Giochi della XXIX Olimpiade, organizzati a Pechino. La Germania conquistò il terzo posto e Holl vinse la medaglia di bronzo olimpica, rimanendo in panchina per tutta la manifestazione. Grazie alla conquista della medaglia olimpica, tutte le giocatrici convocate al torneo olimpico vennero poi insignite del Lauro d'argento dal presidente federale tedesco Horst Köhler.
Nel 2009 giocò la sua terza partita in nazionale, entrando al posto di Angerer nell'amichevole contro i Paesi Bassi, per poi essere inserita da Silvia Neid nella rosa delle 23 convocate per la fase finale del campionato europeo. Non giocò alcuna partita anche in questo torneo, che venne vinto dalla squadra tedesca per la quinta volta consecutiva. Nel corso del 2010 giocò altre due partite in nazionale: il 1º marzo nella vittoria per 5-0 sulla Cina, partita valida per la fase a gironi dell'Algarve Cup, e il 28 ottobre nell'amichevole vinta per 2-1 contro l'Australia. Nel 2011 venne convocata anche per la fase finale del campionato mondiale, rimanendo in panchina per tutto il torneo, che la Germania concluse ai quarti di finale. Concluso il campionato mondiale, Holl annunciò il suo ritiro dalla nazionale tedesca, con la quale aveva disputato 5 partite, ma vinto una medaglia olimpica, un campionato mondiale e due europei. Il 7 novembre 2011, assieme ad altre colleghe di nazionale, venne premiata con l'Ordine al Merito della Renania Settentrionale-Vestfalia da Hannelore Kraft, ministro presidente dello stato, per i successi conseguiti con la nazionale tedesca.

### Allenatrice
Il 2 dicembre 2012, pochi mesi dopo il ritiro dalle attività agonistiche, venne annunciata come nuova allenatrice dei portieri della prima squadra femminile del Bayer Leverkusen. In parallelo, lavora anche come commentatrice esperta di calcio femminile per Eurosport e per WDR.

## Statistiche

### Cronologia presenze e reti in nazionale
| Cronologia completa delle presenze e delle reti in nazionale ― Germania | Cronologia completa delle presenze e delle reti in nazionale ― Germania | Cronologia completa delle presenze e delle reti in nazionale ― Germania | Cronologia completa delle presenze e delle reti in nazionale ― Germania | Cronologia completa delle presenze e delle reti in nazionale ― Germania | Cronologia completa delle presenze e delle reti in nazionale ― Germania | Cronologia completa delle presenze e delle reti in nazionale ― Germania | Cronologia completa delle presenze e delle reti in nazionale ― Germania |
| Data                                                                    | Città                                                                   | In casa                                                                 | Risultato                                                               | Ospiti                                                                  | Competizione                                                            | Reti                                                                    | Note                                                                    |
| ----------------------------------------------------------------------- | ----------------------------------------------------------------------- | ----------------------------------------------------------------------- | ----------------------------------------------------------------------- | ----------------------------------------------------------------------- | ----------------------------------------------------------------------- | ----------------------------------------------------------------------- | ----------------------------------------------------------------------- |
| 9-3-2007                                                                | Faro                                                                    | Francia                                                                 | 1 – 0                                                                   | Germania                                                                | Algarve Cup 2007                                                        | -1                                                                      |                                                                         |
| 12-3-2007                                                               | Vila Real de Santo António                                              | Danimarca                                                               | 0 – 3                                                                   | Germania                                                                | Algarve Cup 2007                                                        | -                                                                       |                                                                         |
| 25-7-2009                                                               | Sinsheim                                                                | Germania                                                                | 6 – 0                                                                   | Paesi Bassi                                                             | Amichevole                                                              | -                                                                       | 46’                                                                     |
| 1-3-2010                                                                | Faro                                                                    | Germania                                                                | 5 – 0                                                                   | Cina                                                                    | Algarve Cup 2010                                                        | -                                                                       |                                                                         |
| 28-10-2010                                                              | Wolfsburg                                                               | Germania                                                                | 2 – 1                                                                   | Australia                                                               | Amichevole                                                              | -1                                                                      |                                                                         |
| Totale                                                                  |                                                                         | Presenze                                                                | 5                                                                       |                                                                         | Reti                                                                    | 0                                                                       |                                                                         |

## Palmarès

### Giocatrice

#### Club
- Frauen-Bundesliga: 4

1. FFC Francoforte: 2000-2001, 2001-2002, 2002-2003, 2006-2007
- Coppa di Germania: 5

1. FFC Francoforte: 2000-2001, 2001-2002, 2002-2003, 2006-2007
2001 Duisburg: 2009-2010
- UEFA Women's Cup: 2

1. FFC Francoforte: 2001-2002, 2005-2006

#### Nazionale
- Campionato d'Europa under 19: 1

2000, 2001
- Campionato d'Europa: 2

2005, 2009
- Campionato mondiale: 1

2007
- Bronzo olimpico: 1

Pechino 2008